# سینما ادئون
سینما اُدِئون از سینماهای تهران بود. این سینما در سال ۱۳۴۰ با نمایش فیلم کازینو دوپاری افتتاح شد. این سینما که در خیابان سعدی، نرسیده به چهارراه مخبرالدوله واقع شده بود در سال ۱۳۷۱ تعطیل شد. در سال ۱۳۸۷ ساختمان این سینما طعمه حریق شد.